# Manuel Ricardo Trelles
Manuel Ricardo Trelles   (Buenos Aires, 7 de febrer de 1821 - Buenos Aires, 9 d'abril de 1893) va ser un historiador, arxiver i bibliotecari argentí, organitzador de la Biblioteca Nacional de l'Argentina i fundador de l'Arxiu General de la Nació, situat a Buenos Aires.

## Biografia
Era fill de Maria Andrea Laprida i de Francisco Trelles, comerciant i marí que va tenir un paper destacat en la reconquesta i defensa de Buenos Aires durant les Invasions britàniques del Riu de la Plata i com armador en la Guerra de Brasil.
En la seva joventut va ocupar diversos càrrecs públics i va exercir com a professor d'educació secundària. El 1852 va col·laborar en la publicació de la versió d'aquest any del Diccionari de la llengua espanyola de la Reial Acadèmia Espanyola amb un catàleg de termes americans.
Des de mitjans de la dècada del 1850 va ser director del Departament d'Estadística de la província de Buenos Aires, al que va donar un gran impuls, organitzant censos parcials i estadístiques econòmiques. Va fundar el Registre Estadístic de Buenos Aires, i va col·laborar en la seva edició fins a la seva mort.
El 1858 va ser nomenat senador provincial i l'any següent membre de la Municipalitat de la Ciutat de Buenos Aires.
Va ser director del l'Arxiu General de l'Estat de Buenos Aires, que a finals de 1862 va passar a ser l'Arxiu General de la Nació, i es va dedicar a organitzar les seves col·leccions en forma metòdica; va ser qui més va aprofitar l'enorme col·lecció que havia reunit i començat a classificar Pedro de Angelis a l'època de Rosas. Entre els seus mèrits es destaca una tenaç recerca de documents públics que estaven en poder de particulars.
Com a annex a l'Arxiu de la Nació, va reunir medalles i altres objectes, amb els quals va començar a reunir un museu, del qual més tard va sorgir el Museu Històric Nacional.
Com a historiador, va publicar per la premsa nacional i internacional molts articles dels temes més variats, especialitzant-se en arqueologia i en la història del descobriment i conquesta del Riu de la Plata. En una de les seves publicacions més conegudes (i controvertides) va atribuir el descobriment del Riu de la Plata al navegant portuguès Diego García. Se li atribuïa conèixer la història de cadascun dels acompanyants de Juan de Garay, i que podia dibuixar de memòria el plànol de la ciutat per a qualsevol any a partir de la seva fundació.
Va realitzar també publicacions sobre els litigis de límits en què es va veure embolicada l'Argentina, basades en documents de l'època colonial. En les seves estones lliures es dedicava a la pintura, i també va reunir una valuosa col·lecció de quadres de pintors argentins i estrangers. Era membre de diverses acadèmies d'història de tot el món.
El 1875 va ser nomenat director de la Biblioteca Pública de Buenos Aires, actual Biblioteca Nacional, que va organitzar amb paciència i tenacitat, aconseguint valuosos avenços en l'accessibilitat dels llibres i documents continguts; va derivar molts papers públics que va trobar a la Biblioteca a l'Arxiu. Va iniciar la publicació de la Revista de la Biblioteca Pública de Buenos Aires.
Es va retirar de tot càrrec públic el 1884, encara que va seguir col·laborant en les publicacions que havia fundat fins poc abans de morir, a l'abril de 1893.

## Homenatges
Un carrer de la ciutat de Buenos Aires, del barri de La Paternal, porta el seu nom.